# 353903 Kudritzki
353903 Kudritzki este o planetă minoră (asteroid) din centura de asteroizi. A fost descoperită pe 30 august 2011 la Haleakalā Observatory⁠(d) de . 
Obiectul prezintă o orbită caracterizată de o semiaxă mare de 3,071017492827 UAi, o excentricitate de 0,036894374258727, o înclinație de 8,403899643002 ° în raport cu ecliptica.